# Ana de San Bartolomé
Beata Ana de San Bartolomé O.C.D. llamada en el siglo Ana García Manzanas (Almendral de la Cañada,1 de octubre de 1549-Amberes, 7 de junio de 1626) fue una religiosa carmelita española, mística, compañera de Teresa de Jesús y difusora de la reforma de la Orden carmelita descalza por Francia y los Países Bajos.